# 봉수면
봉수면(鳳樹面)은 대한민국 경상남도 의령군의 면이다. 의령군청으로부터 동북 방향으로 32 km 지점에 위치하며 북서쪽으로 합천군과 인접하고 동쪽으로 부림면, 남쪽으로 유곡면과 궁류면이 접하고 있으며 국가관리 지방도 제60호선이 면의 중심부를 동서로 가로지르고 있다.

## 연혁
- 신번현

봉수면은 1316년 고려 27대 충숙왕 3년 봉산면(鳳山面) 및 가수면(街樹面)과 합천군 일부를 통합 ‘봉산면’으로 개칭되었다가 1318년 충숙왕 5년 한지의 원산지라 하여 지촌면(紙村面)으로 칭하다가 1914년 행정구역 개편에 따라 봉수면(鳳樹面)으로 개칭되었다. 1989년 1월 1일 합천군 대양면 오산리 일부(20세대)가 편입 되었고, 봉수면 서득리 일부(31세대)가 부림면으로 편입되었으나 법정리 및 행정리의 변동 없이 1914년 이후 현재까지 7개 법정리에 14개 행정리동, 31개 자연마을로 이루어졌다.

## 행정 구역
- 서득리
- 서암리
- 신현리
- 죽전리
- 청계리
- 삼가리
- 천락리

## 교육
- 부림초등학교 봉수분교